# Finale Kupa prvaka 1971.
Finale Kupa prvaka 1971. je bilo 16. po redu finale Kupa prvaka, koje je igrano 2. lipnja 1971. na stadionu Wembley u Londonu. U finalu su igrali nizozemski AFC Ajax i grčki Panathinaikos, koji je zasad jedini grčki klub s nastupom u finalu Kupa/Lige prvaka. Međutim, Ajax je bio prejak za grčkog protivnika, pobijedivši ranim pogotkom Dick van Dijka, i kasnije pogotkom Arie Haana. Ovo je ujedno i prvo od tri osvojena Kup prvaka zaredom za Ajax.

## Susret
| 2. lipnja 1971.                   |     |                  |                                                                               |
| AFC Ajax                          | 2:0 | Panathinaikos FC | Wembley Stadium, London Broj gledatelja: 90.000 Sudac: Jack Taylor (Engleska) |
| van Dijk 5' Kapsis 87' (auto-gol) |     |                  | Wembley Stadium, London Broj gledatelja: 90.000 Sudac: Jack Taylor (Engleska) |

| Ajax | Panathinaikos |

| AJAX:         |    |                   |  |     |
|               |    |                   |  |     |
| GK            | 1  | Heinz Stuy        |  |     |
| DF            | 7  | Johan Neeskens    |  |     |
| DF            | 3  | Barry Hulshoff    |  |     |
| DF            | 4  | Velibor Vasović   |  |     |
| DF            | 2  | Wim Suurbier      |  |     |
| MF            | 6  | Nico Rijnders     |  | 46' |
| MF            | 14 | Johan Cruijff     |  |     |
| MF            | 9  | Gerrie Mühren     |  |     |
| FW            | 8  | Sjaak Swart       |  | 46' |
| FW            | 10 | Dick van Dijk     |  |     |
| FW            | 11 | Piet Keizer       |  |     |
| Zamjene:      |    |                   |  |     |
| DF            | 12 | Horst Blankenburg |  | 46' |
| MF            | 15 | Arie Haan         |  | 46' |
| Trener:       |    |                   |  |     |
| Rinus Michels |    |                   |  |     |

| PANATHINAIKOS: |    |                     |
|                |    |                     |
| GK             | 1  | Takis Ikonomopoulos |
| DF             | 2  | Yianis Tomaras      |
| DF             | 3  | Anthimos Kapsis     |
| DF             | 4  | Frangiskos Sourpis  |
| DF             | 5  | Giorgos Vlahos      |
| MF             | 6  | Aristidis Kamaras   |
| MF             | 7  | Kostas Eleftherakis |
| MF             | 8  | Haris Grammos       |
| FW             | 9  | Antonis Antoniadis  |
| FW             | 10 | Mimis Domazos       |
| FW             | 11 | Totis Filakouris    |
| Trener:        |    |                     |
| Ferenc Puskás  |    |                     |

## Vanjske poveznice
- Rezultati Kupa prvaka, RSSSF.com
- Sezona 1970./71., UEFA.com
- Povijest Lige prvaka: 1971.

| Finala Kupa prvaka i UEFA Lige prvaka | Finala Kupa prvaka i UEFA Lige prvaka |
| ------------------------------------- | --- |
|                                       | |
| Kup prvaka                            | 1956. • 1957. • 1958. • 1959. • 1960. • 1961. • 1962. • 1963. • 1964. • 1965. • 1966. • 1967. • 1968. • 1969. • 1970. • 1971. • 1972. • 1973. • 1974. • 1975. • 1976. • 1977. • 1978. • 1979. • 1980. • 1981. • 1982. • 1983. • 1984. • 1985. • 1986. • 1987. • 1988. • 1989. • 1990. • 1991. • 1992. |
|                                       | |
| Liga prvaka                           | 1993. • 1994. • 1995. • 1996. • 1997. • 1998. • 1999. • 2000. • 2001. • 2002. • 2003. • 2004. • 2005. • 2006. • 2007. • 2008. • 2009. • 2010. • 2011. • 2012. • 2013. • 2014. • 2015. • 2016. • 2017. • 2018. • 2019. • 2020. • 2021. • 2022. • 2023. • 2024.                                         |

| Finala Kupa prvaka i UEFA Lige prvaka | Finala Kupa prvaka i UEFA Lige prvaka |
| ------------------------------------- | --- |
|                                       | |
| Kup prvaka                            | 1956. • 1957. • 1958. • 1959. • 1960. • 1961. • 1962. • 1963. • 1964. • 1965. • 1966. • 1967. • 1968. • 1969. • 1970. • 1971. • 1972. • 1973. • 1974. • 1975. • 1976. • 1977. • 1978. • 1979. • 1980. • 1981. • 1982. • 1983. • 1984. • 1985. • 1986. • 1987. • 1988. • 1989. • 1990. • 1991. • 1992. |
|                                       | |
| Liga prvaka                           | 1993. • 1994. • 1995. • 1996. • 1997. • 1998. • 1999. • 2000. • 2001. • 2002. • 2003. • 2004. • 2005. • 2006. • 2007. • 2008. • 2009. • 2010. • 2011. • 2012. • 2013. • 2014. • 2015. • 2016. • 2017. • 2018. • 2019. • 2020. • 2021. • 2022. • 2023. • 2024.                                         |